# Merla gorjablanca
La merla gorjablanca (Turdus aurantius) és un ocell de la família dels túrdids (Turdidae).

## Hàbitat i distribució
Habita boscos i medi urbà als turons i muntanyes de Jamaica.